# Ciclismo BMX

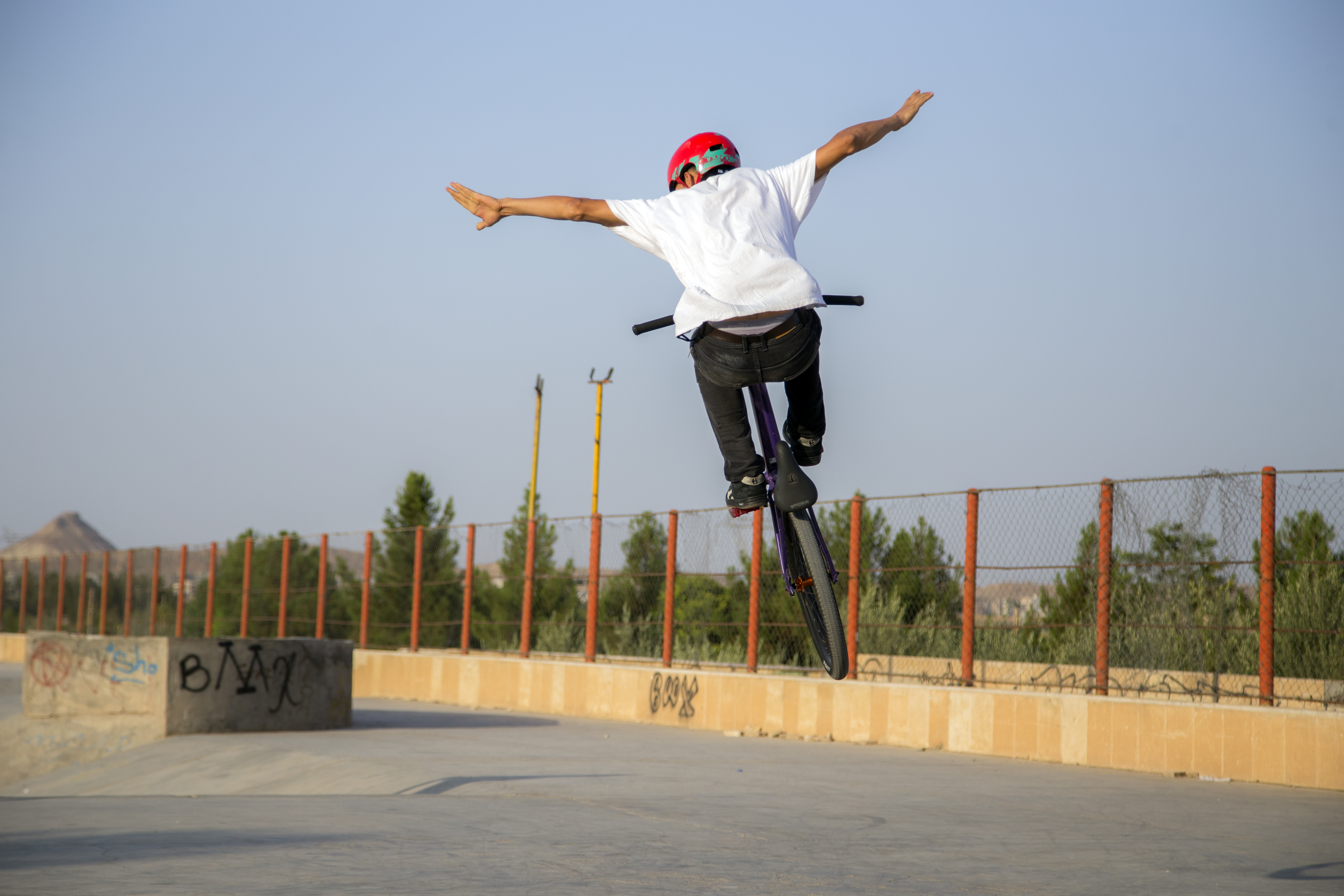
Carrera de BMX en pista de tierra. Primera ronda del Campeonato de Europa de BMX 2005, celebrado en Sainte-Maxime, Francia, el 23 de abril de 2005

El BMX (abreviación de su nombre en inglés: Bicycle Motocross) es una disciplina del ciclismo que se practica con bicicletas cross con ruedas de 20 pulgadas de diámetro. El BMX abarca dos modalidades: carrera, cuyo objetivo es completar el recorrido en el menor tiempo posible, y estilo libre (freestyle), cuyo objetivo es realizar acrobacias.
El BMX es un deporte extremo que debe ser practicado con la debida seguridad que brindan los siguientes objetos: casco, rodilleras, coderas, guantes de tela o plástico y zapatos anchos. La bicicleta tiene que estar en buenas condiciones para evitar accidentes.
BMX es la abreviación de Bicycle Motocross, una modalidad nacida en California (Estados Unidos) en 1969, cuando un joven de nombre Scott Breithaupt decide utilizar una bicicleta en una pista de motocross, para imitar las habilidades de sus ídolos de este deporte. Un fabricante de bicicletas llamado Martin Lenox, alertado por la alta demanda de los jóvenes y observando sus gustos, comenzó a fabricar bicicletas similares a motos.
Más concretamente, en 1977, la American Bicycle Association (ABA) se organizó como una entidad nacional para el crecimiento del deporte que se introdujo en Europa en 1978. En abril de 1981 se fundó la Federación Internacional de BMX, y el primer campeonato del mundo se celebró en 1982. Desde enero de 1993 el BMX ha sido integrado dentro de la Unión Ciclista Internacional (UCI).
De Estados Unidos el naciente BMX pasó a Europa, siendo Inglaterra, Países Bajos y Francia los primeros en acogerlo e iniciar su desarrollo. En 1974 nace la NBL (Nacional Bicycle League) en los Estados Unidos como la encargada de promover a nivel local, estatal, regional y nacional el BMX en ese país.
Algunos escritos remontan los orígenes a «... otro tipo de pruebas que tienen lugar al aire libre… el "ciclocross" (nacido en Francia a finales del siglo XIX y que deriva de los ejercicios militares), en la que los participantes siguen un recorrido a través de pistas embarradas y obstáculos, así como las de mountain-bike o ciclismo de montaña...».
Actualmente, se puede definir el BMX como un deporte que se practica en bicicletas pequeñas, que permiten al ciclista ganar mayor aceleración y precisión que con una bicicleta normal, con ruedas que usualmente son de 20 pulgadas.

## Trucos
Los trucos son las acrobacias que hacen los bikers (pilotos de motocross en inglés), «riders» o pilotos en el aire.
Hay una gran variedad de trucos que se pueden realizar ya sea en el aire o en el plano, además de todas las combinaciones y líneas que se pueden hacer a partir de otros trucos. Los más conocidos son:
- Manual: Consiste en levantar la rueda delantera y avanzar con el cuerpo (equilibrio) ejerciendo fuerza hacia atrás y levantado más el manubrio para que nos dé más Manual.
- Nose Manual: Lo mismo que manual pero ejerciendo equilibrio con la rueda delantera en el suelo.
- Bunny Hop: Salto básico de BMX, para esto se eleva el manillar se hace una fuerza hacia arriba con la espalda y luego se empuja hacia delante mientras se flexionan las rodillas para dejar que la bicicleta suba.
- Nollie Hop: Consiste en hacer el bunny hop pero invertido (elevando la parte trasera y empujar hacia detrás).
- Barspin: Como su nombre (en inglés) indica consiste en girar el manillar 360° en el aire, para agarrarlo nuevamente en su posición natural (en este caso se quitan los dos frenos de la bici).
- Fakie: Consiste en moverse en la dirección contraria a la natural de la bicicleta, es decir, hacia atrás, pero pedaleando para evitar que ésta se frene, este pedaleo no es necesario en caso de contar con un hub tipo freecoaster.
- Rollback: Consiste en hacer un giro de 180° pivotando sobre la rueda trasera para salir del fakie.
- 180: Consiste en hacer un giro de 180° levantando ambas ruedas del suelo, tras el cual seguiremos a fakie.
- 360: Consiste en realizar una rotación de 360° en el aire, es decir, un giro de una vuelta.
- 540: Consiste en realizar una rotación de 540° en el aire, es decir, un giro de una vuelta y media.
- 720: Consiste en realizar una rotación de 720° en el aire, es decir, un giro de dos vueltas.
- Wallride: Consiste en hacer un bunny hop y quedarse en una posición horizontal de modo que se queden las dos ruedas en la pared y así recorrer un pequeño tramo de la pared.
- Footplant: Consiste en sacar un pie de la bicicleta para apoyarlo al suelo u otro lugar. (Funbox, Pipe...) y así impulsarse hacia arriba y lograr un salto.
- Handplant: Al igual que el footplant, pero que consiste en hacerlo con la mano para impulsarse con la pared, copin, subbox o cualquier otro lugar elevado.
- Tailwhip: Consiste en dar un giro completo al cuadro de la bicicleta sobre el eje del frente de la bicicleta para que el cuadro pase por debajo del corredor, que deberá saltar para dejar lugar a que pase y complete los 360°, todo esto en el aire y volver a los pedales.
- No-hands: Consiste el soltar las manos del manillar.
- No-footer: Consiste en soltar ambos pies de los pedales.
- Nothing: Consiste en soltar ambos pies y manos de la bicicleta.
- Superman: Consiste en soltar los pies de los pedales de forma que se estiren emulando la posición de vuelo de Superman.
- Foot jam - whip: Consiste en girar el cuadro a ras de suelo y luego volver a los pedales, metiendo el pie en la llanta delantera para frenar y moviendo el cuadro con el otro pie.
- X-up: Consiste en dar media vuelta al manillar en el aire sin soltarlo y formando una "X" con los brazos.
- Can Can: Consiste en sacar un pie en el aire cruzándolo al lado contrario del dicho pie.
- Backflip: Consiste en dar una voltereta completa hacia atrás en el aire.
- Frontflip: Consiste en dar una voltereta completa hacia delante en el aire.
- Crankflip: Consiste en girar las bielas 360° hacia atrás mientras se realiza un salto.
- E.T: Consiste en pedalear cuando sales de la rampa y estas en el aire emulando la mítica escena de la película E.T. el extraterrestre.

## Características de las bicicletas de BMX

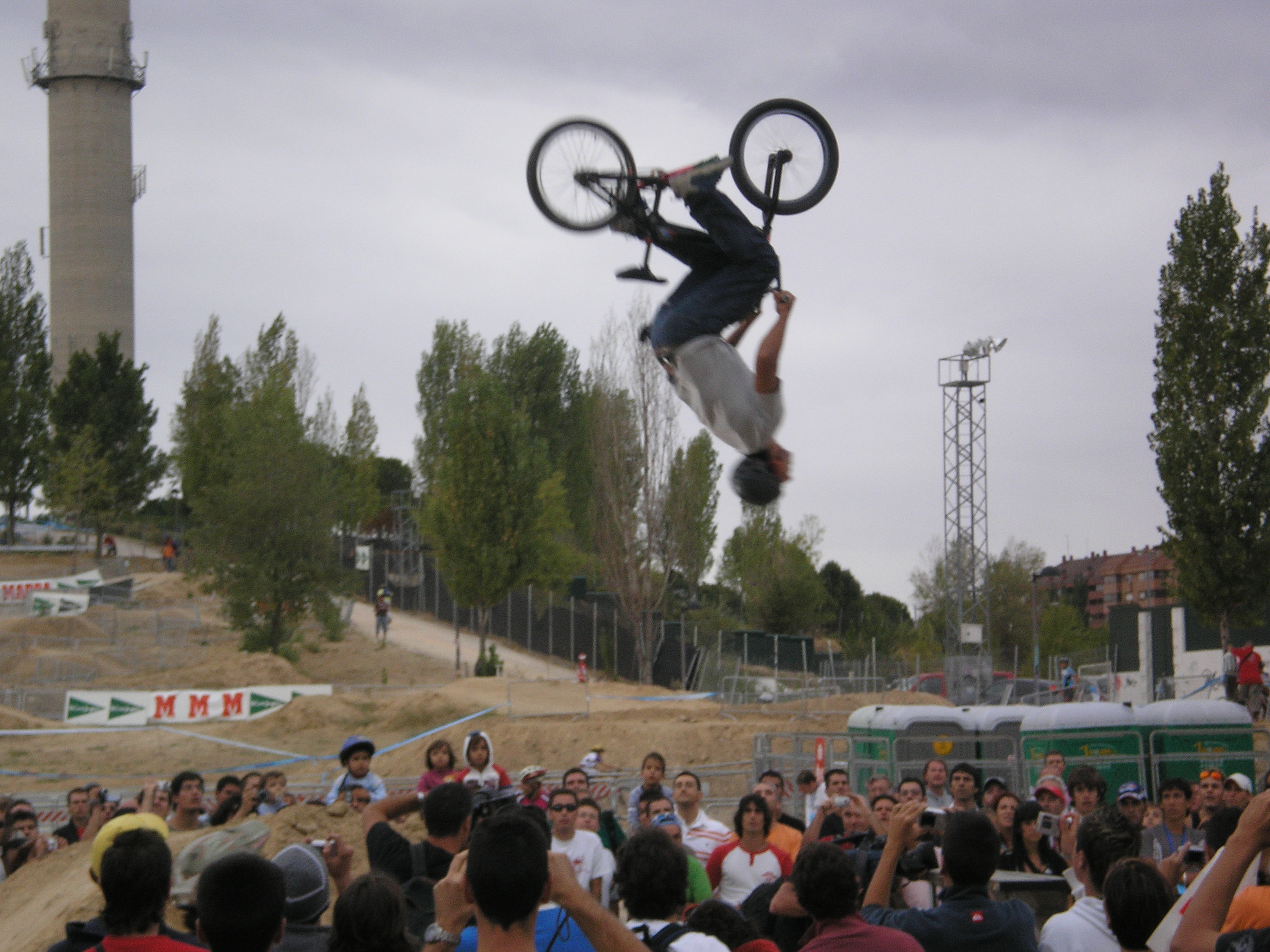
Backflip

Las bicicletas son de pequeño tamaño (las ruedas tienen un diámetro de 20 pulgadas), para ganar manejabilidad sobre ellas. Los cuadros suelen estar fabricados dependiendo del contexto, los manillares suelen ser grandes para mejor conducción, en aluminio 6061 o 7005,  aceros al cromo chromoly 4130, acero al cromo-molibdeno), los cuadros en aluminio suelen ser para las pistas de "race", también como los de carbono, aunque estos realmente se usan para la modalidad de ciclismo, y los cuadros de OX (oxiplatino) y cromoly se usan para la modalidad de BMX. Los cuadros pueden tener medidas del tubo superior (en inglés se conoce como Top Tube), que es básicamente la medida de la longitud de este tubo, expresada normalmente en pulgadas.
Los cuadros tienen diferentes medidas del tubo superior para cada modalidad:
- Los más cortos para la modalidad de Flatland, que van desde 17" hasta 18", con algunas variaciones y muchas veces se hacen a medida del acróbata.

- Los cuadros de Street, van desde 20" o generalmente 20.5" como cuadros muy cortos (para gente que práctica esta modalidad y tiene baja estatura), y llegando hasta los 21" en competidores más altos, aunque a veces se juega con estas medidas por gusto. Un acróbata muy grande no puede hacer street en una BMX de 20.25" porque generalmente se golpeará las rodillas con la potencia e irá muy apretado dificultando trucos de Street como el Barspin (le tocará el cuerpo al hacer girar el manillar) y trucos en los cuales hay que girar, como 180, 360 y demás (al ir apretado no podrá ejercer fuerza para lograr girar cómodamente). En la mayoría de los casos los corredores pueden usar dos medidas sin problemas, por ejemplo, una persona de 175 cm de estatura podrá usar un cuadro de street con tubo superior de 20,75", o si lo prefiere, podrá hacerlo en uno de 21" aunque puede ser algo largo para su estatura, pero un cuadro de 20" será incómodo.

Medidas promedio pueden ser las siguientes, conviene usar cuadros de similar geometría en lo posible para ver qué medida elegir, ya que es más por gusto que por regla:
- Hasta 160 cm de estatura: Cuadros con tubo superior (en inglés Top Tube (TT)) de hasta 20,25"
- De 160 hasta 168 cm: Cuadros con TT de 20,00" hasta 20,25"
- De 168 hasta 173 cm: Cuadros con TT de 20,25" hasta 20,50"
- De 173 hasta 178 cm: Cuadros con TT de 20,50" hasta 20,75"
- De 178 hasta 185 cm: Cuadros con TT de 20,75" hasta 21,00"
- Más de 185 centímetros: Cuadros con TT de más que 20,75", hasta las medidas para ciclistas muy altos que está en 21,125 o 22"; obviamente deben tener la geometría adaptada a la modalidad, ya que en general, los cuadros largos son para Dirt.

- Dirt / Race: Cuadros que, no siempre, pero, en general, son largos y son muy diferentes sus geometrías que las de Street (por ejemplo, la longitud de las vainas inferiores, de la parte de atrás de la bicicleta es más larga para estabilizar la bicicleta en el aire, en Street es más corto para facilitar los giros). Cabe destacar que hay cuadros de 20,00" para esta modalidad, pero su geometría es específica para hacer esta modalidad, por más que parezca, no sirve para hacer Street ni Flat. Tienen más refuerzos y a veces se corren carreras con cuadros que llevan ruedas de 24 pulgadas, aunque se sigue llamando BMX.
Llevan en el buje trasero un "Cassette", igual que en montaña, que lleva un piñón de 9 dientes que también puede cambiarse por más grandes como 13 y hasta 20 dientes, o se pueden montar varios, e incorporar un cambio trasero, esta es una tecnología actual, posterior a la rueda libre, el Casete normalmente es de cojinete o rodamiento sellado y el piñón no entra enroscado, sino se inserta en una cavidad dentro del buje, el eje de esa es grueso. El tamaño del plato cambia dependiendo de la modalidad. En Street, Park, Rampa y Flatland se llevan normalmente pequeños, con relaciones que varían desde 22 a 25 dientes en el plato, principalmente para que el plato no pegue en las rampas o no estorbe y también por el piñón, que suele tener de 9 a 11 dientes, en el flatland se usa piñón de 9 dientes con platos de 11 dientes para que no haya mucha tracción y sea fácil hacer los trucos y para la modalidad de Street el plato pequeño tiene la función de no tocar al momento de hacer un Grind con los pegs, ya que si no se rompería (cuando se tienen los pegs de lado contrario del plato se puede tener un plato más grande ya que al momento de hacer grind este no toca). El usar un plato pequeño puede liberar algo de peso en la bicicleta y la comodidad de la bicicleta es mucho mejor en la ejecución de los trucos, en Dirt/Race se usan relaciones de 9 dientes con plato de 27 a 30 dientes para desarrollar mayor velocidad dado el mayor tamaño del plato.
Actualmente existe también el sistema "freecoaster" en el buje trasero. Este sistema permite ir hacia atrás sin la necesidad de acompasar los pedales de la BMX para impedir que se frene. Internamente lleva unas piezas por unos carriles, que hacen que el piñón quede libre respecto a la rueda. De esta forma, un giro de los pedales hacia atrás, o dejar la BMX avanzar sin pedalear, soltaran el piñón permitiendo realizar un salto o un giro de 180° y pudiendo avanzar, hasta el momento en que se desee ir hacia delante, momento en que simplemente pedaleando de forma normal el piñón volverá a quedar de forma normal y podremos impulsarnos sin problema. Eso se emplea mucho en flatland, pero también se ven muchos acróbatas en park o street que lo montan en sus BMX.
El rotor es frecuente en el uso de la modalidad Park y Rampa, para poder liberar la limitación en el giro del manillar por el cable del freno, y en la modalidad Street es eliminado totalmente el freno, manera de ir denominada Brakeless (sin frenos), esta última muy popularizada entre la nueva corriente de corredores surgida en los últimos 3 años.
Otra pieza importante muy utilizada en Street, pero no en Dirt Jump, es el uso de Pegs. Son unos tubos hechos en metal (chromoly, magnesio, titanio, etc), existiendo algunos en plásticos muy resistentes (Nylon, Delrin, FiberGlass), y se utilizan para una variedad de trucos llamada "Grind" (en sus amplias variedades), Hang-5 o Peg Wheelie", o en la modalidad de flatland como apoyos para realizar giros sin ir sobre los pedales. Se llevan en la mayoría de modalidades, siendo usados en rampa para hacer stalls, consistentes en clavarse en el extremo de la rampa y realizar trucos como mantenerse sobre un peg y en calle para grind sobre cemento, barandillas, bancos, etc., suelen ser más largos y resistentes de lo habitual.
Algo muy común también es la manera de usar el asiento, en las modalidades street, dirt y park es muy frecuente que se use el asiento totalmente hasta abajo para que no estorbe al momento de saltar aunque actualmente los acróbatas han optado por subir el asiento para así poder lograr otros trucos con mayor facilidad como por ejemplo el suicide no hander, en la modalidad flatland se usa el asiento muy alto para agarrarlo y hacer trucos como "fisherman" que consiste en montarse en los pegs delanteros y mantener el equilibrio agarrado del asiento, en la modalidad vert se usa alto también para hacer trucos como el "tobogán" que consiste en agarrar el asiento y liberar las manos.

## BMX como deporte olímpico
El BMX debutó como deporte olímpico en Pekín 2008, en modalidad de contrarreloj y circuito (race). En donde se realizaron dos rondas clasificatorias en modo individual o contrarreloj y en la modalidad race se realizó las tres tandas de cuartos de final. Que compitieron un total de 48 deportistas, 32 en la modalidad masculina y 16 en la femenina.
Para ese año, el oro masculino fue para el letón Māris Štrombergs, la medalla de plata fue para el corredor estadounidense Mike Day y el bronce para el también estadounidense Donny Robinson.El primer lugar del podio femenino en las olimpiadas fue para la corredora francesa Anne-Caroline Chausson, el segundo puesto para la francesa Laëtitia Le Corguillé y el tercer puesto para la norteamericana Jill Kintner.
En los juegos de Londres 2012, el oro femenino fue para la competidora colombiana Mariana Pajón, la plata para la neozelandesa Sarah Walker y el bronce para Laura Smulders de los Países Bajos. En la prueba masculina el oro fue de nuevo para Māris Štrombergs de Letonia (su segundo oro en las olimpiadas), la plata para el australiano Sam Willoughby y el bronce para el colombiano Carlos Mario Oquendo. El ganador del BMX, en cuanto a medallero, fue Colombia, al llevarse el primer lugar con una medalla de oro y una de bronce de Carlos Oquendo, el segundo lugar fue para Letonia, con una medalla de oro, el tercero fue para Australia con Sam Willoughby, y para Nueva Zelanda con Sarah Walker, y el cuarto lugar para Holanda con Laura Smulders.
En los juegos olímpicos de Río 2016, el oro masculino fue para Connor Fields de Estados Unidos, la medalla de plata para Jelle Van Gorkom de Holanda y el Bronce para Carlos Ramírez de Colombia. En cuanto a la modalidad femenina, la medalla de oro fue para Mariana Pajón de Colombia (Primera mujer en ganar las pruebas en los dos juegos olímpicos Londres y Río), la medalla de plata fue para Alise Post de Estados Unidos y la de Bronce para Stefany Hernández de Venezuela.
En los Juegos Olímpicos de Tokio 2020, debutó el BMX freestyle en la categoría Park, en la modalidad masculino el oro fue para Logan Martin de Australia, la medalla de plata para Daniel Dhers de Venezuela y el bronce para Declan Brooks de Inglaterra.Por su parte, en la modalidad femenina, la medalla de oro fue para Charlotte Worthington de Inglaterra, la medalla de plata para Hannah Roberts de Estados Unidos y el bronce para Nikita Ducarroz de Suiza.
Por su parte, en el BMX Race en la modalidad masculino el oro fue para Niek Kimmann de Holanda, la medalla de plata para Kye White de Inglaterra y el bronce para Carlos Ramírez de Colombia mientras que en la modalidad femenina, la medalla de oro fue para Bethany Shriever de Inglaterra, la medalla de plata para Mariana Pajón de Colombia y el bronce para Merel Smulders de Holanda.

## Modalidades

### Carrera
Se realiza en una pista parecida a las pistas de motocrós. La principal diferencia es la tierra utilizada. La de motocrós suele ser una tierra húmeda, mientras que la de BMX race es una arena arcillosa compacta que queda dura para evitar incrustaciones de las ruedas de la bicicleta.
Hay dos tipos de bicicletas de BMX definidas por el diámetro de la llanta: 20" (normal) y 24" (cruiser).
Las competiciones tienen el mismo formato que en el atletismo de pista: Participan ocho corredores cada uno por la calle que le han asignado aleatoriamente. El circuito tiene una longitud aproximada de 350m a 500m. Son 3 mangas sin final, luego pasan a la siguiente ronda los cuatro primeros clasificados hasta quedar ocho para formar una manga final. Actualmente el sistema con el que cae la valla de salida es el "Random Gate", consiste en la diferencia del intervalo de tiempo entre la voz y los cuatro pitidos, los cuales finalizan con la caída de la valla. Esta especialidad de BMX fue considerada deporte olímpico desde el 2008, en las olimpiadas solo se corren con bicicletas de 20". Uno de los más destacados ciclistas de BMX en pista de tierra es Maris Strombergs, dos veces campeón olímpico, y en mujeres, la colombiana Mariana Pajón, múltiple campeona mundial y bicampeona olímpica.

### Estilo libre
Dentro del Estilo libre (freestyle) se diferencian seis modalidades:
- Dirt Jump: Esta modalidad de freestyle consiste en realizar saltos (jumps) acrobáticos utilizando rampas de tierra (dirt), las medidas de las rampas pueden ser de 2 a 3 metros de alto y el recibidor tiene que ser 20 cm más alto que el lanzador y la distancia del lanzador al recibidor puede ser de 2 a 3 metros.
- Flatland: El flatland es la modalidad en la cual las acrobacias (tricks) son desempeñadas en una superficie pavimentada lisa (hormigón (concreto) u otro tipo), sin necesidad ni uso de rampas, grinds etc. Se realizan giros subido en los pegs, el cuadro, manillar, en un sinfín de combinaciones pero siempre procurando no tocar el suelo con los pies. El equilibrio y concentración necesarios hace de esta disciplina quizás una de las más difíciles de dominar. Las bicis utilizadas en flatland suelen tener formas especiales para mejorar el equilibrio y que sea más cómodo pasar los pies sin chocar. También es necesario llevar las ruedas a una presión de 110 psi para que la rueda gire sin clavarse en el suelo.

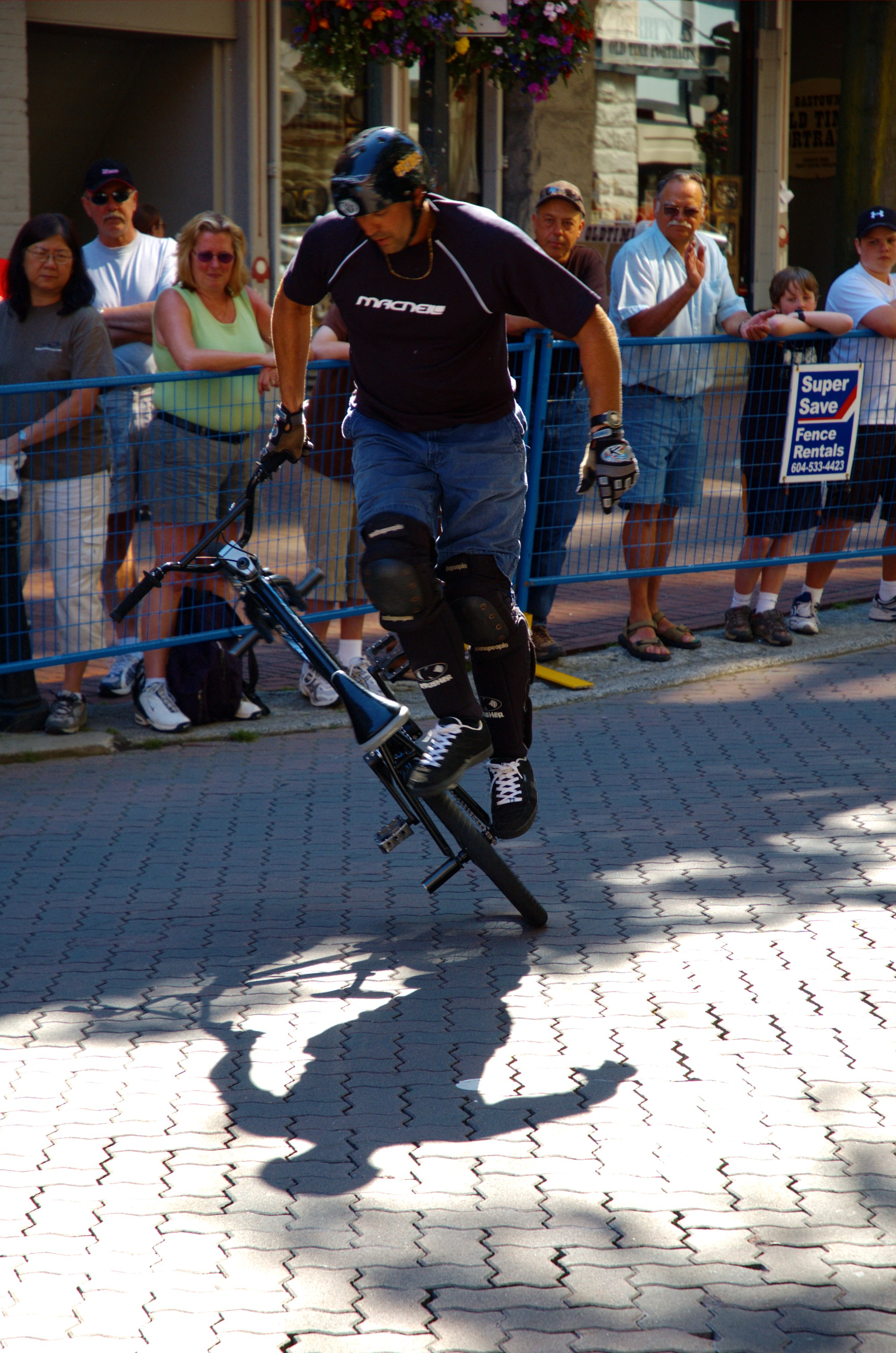
Flatland

- Park: Consiste en realizar acrobacias utilizando un conjunto de rampas y otros obstáculos de cemento o madera (en una configuración llamada "park"). El acróbata trata de formar "líneas" en el parque y pasar de un truco a otro, de un obstáculo a otro, con fluidez. Los trucos más comunes suelen ser el barspin (vuelta al manillar), tailwhip (vuelta al cuadro), x-up (180° con el manillar, dejando los brazos en posición de "X"), crankflip (vuelta a las bielas) y trucos más extremos, como backflip o frontflip, flair (backflip + 180°),  tobogan, superman (con la variante "seatgrab")... Incluso se pueden realizar en los bordes de las rampas trucos de grind o grab (más comunes en street). También son comunes trucos realizados al subir al borde de la rampa, como el tailtap (clavarse con la rueda trasera sobre la superficie horizontal de la rampa y volver a caer), recientemente se han creado muchos más trucos de borde de rampa como Disaster y Fufanu que consisten en clavarse en el borde y volver hacia atrás de fakie y el Fufanu consiste en clavarse y volver a 180°. Trucos como el footjump que consisten en clavarse en el plano de la rampa con la rueda de adelante metiendo el pie y luego entrar. Hay infinitas combinaciones con estos trucos.
- Vert: Para esta modalidad del deporte, es necesario contar con una rampa con por lo menos una sección completamente vertical en la parte superior. Esta sección permite al acróbata saltar verticalmente al realizar sus trucos y volver a caer en la misma rampa. Por lo general, las rampas son construidas en una configuración llamada half-pipe (medio tubo). Los trucos, similares a los del "Park", a excepción de que no se cambia de rampa, y los "aéreos" (saltar desde una rampa inclinada, sobrepasarla y caer en la misma) suelen ser mucho más altos.
- Street: Para esta forma de BMX se buscan obstáculos "naturales" en la calle (street), es decir, parte del terreno urbano. Ejemplos de estos obstáculos pueden ser un banco en el parque, una pared, escaleras, etc. En esta modalidad se suelen hacer trucos de grind, que consiste en deslizar con los pegs o combinándolo con otras partes de la bicicleta: Double (Con dos pegs, a izquierda o derecha), Feeble o Smith (Combinando el peg de atrás con la rueda delantera, o viceversa) y crooked, p. ej., peg delantero izquierdo con el peg trasero derecho, o en su defecto, peg trasero con el bottom bracket). Las bicicletas de street suelen ser más resistentes que las de vert y bike-park, no suelen usar frenos, se hacen distintas combinaciones con el barspin o tailwhip. Los corredores con mucha experiencia incluso realizan trucos como el tailwhip en plano, sin ninguna rampa. Es muy común también el manual (mantener el equilibrio en la rueda trasera y sin pedalear) y nose manual (es el mismo truco que el manual, solo que en esta ocasión se hace con la delantera), y los trucos como el footjam (introducir el pie entre la rueda delantera y la horquilla) o el tailtap (clavarse con la rueda trasera en algo elevado). No solo se usan trucos de grind en la modalidad street, existen muchos otros trucos practicables con los obstáculos callejeros, se suelen usar escaleras para realizar los 180, 360, 540 y 720 o no hander que consisten en agarrar el cuadro con las rodillas y acercar el manillar al pecho para soltar las manos de diversas formas, según la forma en la que estén colocadas las manos el truco recibe diversos nombres como suicide no hander (las manos hacia los lados sin agarrar el cuadro con las rodillas) también se pueden combinar trucos de rampas en la calle como los tailwhips (dar una vuelta al cuadro y volver a aterrizar en los pedales)o los turndowns que es uno de los trucos más complicados y elegantes del BMX, consiste en girar el manillar 180 grados hacia la derecha o la izquierda pasándolo por detrás de la rodilla y llevándolo hasta el pecho con Fuerza.
- Street-flatland: Modalidad nueva que consiste en la mezcla de trucos de flatland combinándolos. En esta modalidad destacan Matthias Dandois y Florent Soulas, ambos franceses.